# Zamek w Nowosiółce Kostiukowej
Zamek w Nowosiółce Kostiukowej – zbudowany został przez rycerską rodzinę Kostjuków-Wołodyjowskich, do których od 1547 r. należała wieś Nowosiółka Kostiukowa.

## Historia
W 1672 r. zamek został zniszczony podczas najazdu tureckiego a w późniejszym czasie nie był już odbudowany. Jego ruiny dotrwały do połowy XIX w., kiedy rozebrano je, a materiał wykorzystano do budowy cerkwi, domów, a także do utwardzenia drogi.

## Architektura
Była to kamienna budowla otoczona murem i posiadająca cztery baszty. Do dziś pozostała z niego okrągła, kilkupiętrowa baszta zwana Basztą Wołodyjowskiego z XVII w. oraz niewielkie, zarośnięte fragmenty umocnień ziemnych.